# Witborstmiervogel
De witborstmiervogel (Rhegmatorhina hoffmannsi) is een zangvogel uit de familie Thamnophilidae (miervogels).

## Naamgeving
De soort werd voor het eerst wetenschappelijk beschreven door de Oostenrijkse ornitholoog Carl Eduard Hellmayr in 1907. Hij noemde de soort Rhegmatorhina hoffmannsi ter ere van Wilhelm Hoffmanns (1865–1909) die het holotype verzamelde.

## Kenmerken
De witborstmiervogel is circa 15 centimeter lang en weegt 28 tot 34 gram. De soort vertoont seksuele dimorfie. Het mannetje heeft een zwarte kruin, een witte borst en een grijze buik. In tegenstelling tot het mannetje heeft het vrouwtje een donker kastanjekleurige kruin en een zwarte buik.

## Verspreiding en leefgebied
Deze vogel is endemisch in Brazilië en komt voor in de noordelijke staten Amazonas, Mato Grosso en Rondônia. De natuurlijke habitats zijn subtropische en tropische vochtige laagland bossen op een hoogte tot 300 meter boven zeeniveau in het bioom Amazone.

## Status
De grootte van de populatie is niet gekwantificeerd maar de soort wordt omschreven als vrij algemeen. Op de Rode lijst van de IUCN heeft deze soort de status niet bedreigd.